# アナスタシア・パブリュチェンコワ
アナスタシア・セルゲーエヴナ・パブリュチェンコワ（Anastasia Pavlyuchenkova, ロシア語: Анастаси́я Серге́евна Павлюче́нкова  発音, 1991年7月3日 - ）は、ロシア・サマーラ出身の女子プロテニス選手。4大大会全ての女子シングルスでベスト8進出がある。WTAツアーでシングルス12勝、ダブルスで5勝を挙げている。自己最高位はシングルス12位、ダブルス21位。

## 来歴
6歳からテニスを始め、2005年12月に14歳でプロ入り。パブリュチェンコワは4大大会女子ジュニア部門でシングルス3勝・ダブルス4勝を挙げ、早熟なジュニア選手として早くから注目を集めていた。2006年全豪オープンでのジュニア女子シングルス・ダブルス2冠制覇から始まり、同年の全仏オープンジュニア女子ダブルス優勝（シングルス準優勝）・全米オープンジュニア単複制覇・2007年全豪オープンジュニア女子シングルス2連覇・全米オープンジュニア女子ダブルス優勝があり、16歳にして7つのグランドスラム・ジュニアタイトルを獲得した。現在の女子プロテニスツアーでは、15歳から17歳の若年選手に対する試合出場制限が強化されているため、パブリュチェンコワはしばらくジュニア・トーナメントやITFのサーキット大会群で試合経験を積んだ。
2008年5月、パブリュチェンコワはモロッコ・フェズ大会のダブルスでソラナ・チルステアと組んで優勝し、ここで初めての女子ツアータイトルを獲得した。この後全仏オープンで一般の部にデビューする。10月にジャパン・オープンで来日し、シングルス・ダブルスともベスト8に入った。2009年3月のインディアンウェルズ・マスターズ準々決勝で、パブリュチェンコワはジュニア時代からのライバルであるアグニエシュカ・ラドワンスカを 7-6, 6-4 で破る勝利を挙げ、アナ・イバノビッチとの準決勝まで進出した。この大規模なトーナメントでのベスト4進出により、彼女は初めて世界トップ30に入る。4月には女子テニス国別対抗戦・フェドカップ準決勝のイタリア戦で2試合に起用され、団体戦デビューも果たした。全仏オープンにおいて、パブリュチェンコワは17歳10か月で「第27シード」に選ばれ、大会最年少のシード選手になった。全仏では3回戦で第1シードのディナラ・サフィナに 2-6, 0-6 で完敗した。
2010年5月、パブリュチェンコワはメキシコ・モンテレイ大会でダニエラ・ハンチュコバを 1-6, 6-1, 6-0で破りシングルス初優勝する。2010年全米オープンでは4大大会初の4回戦進出を果たした。
2011年は開幕戦のブリスベン国際でアリサ・クレイバノワと組んでダブルス2勝目を挙げた。3月のモンテレイ大会では決勝でエレナ・ヤンコビッチを 2–6, 6–2, 6–3 で破り連覇を達成。全仏オープンでは4回戦で第3シードのベラ・ズボナレワを 7-6(4), 2-6, 6-2 で破り、初の4大大会ベスト8に進出した。準々決勝では前年優勝者のフランチェスカ・スキアボーネに 6-1, 5-7, 5-7 で敗れた。全米オープンでも3回戦でヤンコビッチを 6-4, 6-4 、4回戦ではスキアボーネを 5-7, 6-3, 6-4 で破りベスト8に進出した。準々決勝ではセリーナ・ウィリアムズに 5-7, 1-6 で敗れた。
2014年2月のGDFスエズ・オープンでは決勝でサラ・エラニを 3–6, 6–2, 6–3 で破り、初めてプレミア大会のシングルスタイトルを獲得した。
2016年ウィンブルドン選手権ではベスト8に進出した。8月のリオ五輪で初めてのオリンピックに出場した。シングルス2回戦でモニカ・プイグに 3-6, 2-6 で敗退した。
2022年2月に始まったロシアのウクライナ侵攻を非難し、「個人的な野心や政治的動機は暴力を正当化できない」と述べた。

## WTAツアー決勝進出結果

### シングルス: 20回 (12勝8敗)
| 大会グレード          | 大会グレード                 |
| 2008年以前            | 2009年以後                   |
| --------------------- | ---------------------------- |
| グランドスラム (0–0)  |                              |
| WTAファイナルズ (0–0) |                              |
| ティア I (0–0)        | プレミア・マンダトリー (0-0) |
| ティア I (0–0)        | プレミア5 (0-0)              |
| ティア II (0–0)       | プレミア (2–5)               |
| ティア III (0–0)      | インターナショナル (10–3)    |
| ティア IV ＆ V (0–0)  | インターナショナル (10–3)    |

| 結果   | No. | 決勝日         | 大会           | サーフェス    | 対戦相手                     | スコア                 |
| ------ | --- | -------------- | -------------- | ------------- | ---------------------------- | ---------------------- |
| 優勝   | 1.  | 2010年3月7日   | モンテレイ     | ハード        | ダニエラ・ハンチュコバ       | 1–6, 6–1, 6–0          |
| 優勝   | 2.  | 2010年8月2日   | イスタンブール | ハード        | エレーナ・ベスニナ           | 5–7, 7–5, 6–4          |
| 優勝   | 3.  | 2011年3月6日   | モンテレイ     | ハード        | エレナ・ヤンコビッチ         | 2–6, 6–2, 6–3          |
| 準優勝 | 1.  | 2012年8月4日   | ワシントンD.C. | ハード        | マグダレナ・リバリコバ       | 1–6, 1–6               |
| 準優勝 | 2.  | 2013年1月5日   | ブリスベン     | ハード        | セリーナ・ウィリアムズ       | 2–6, 1–6               |
| 優勝   | 4.  | 2013年4月7日   | モンテレイ     | ハード        | アンゲリク・ケルバー         | 4–6, 6–2, 6–4          |
| 優勝   | 5.  | 2013年5月4日   | オエイラス     | クレー        | カルラ・スアレス・ナバロ     | 7–5, 6–2               |
| 準優勝 | 3.  | 2013年9月22日  | ソウル         | ハード        | アグニエシュカ・ラドワンスカ | 7-6(8), 3-6, 4-6       |
| 優勝   | 6.  | 2014年2月2日   | パリ           | ハード (室内) | サラ・エラニ                 | 3–6, 6–2, 6–3          |
| 優勝   | 7.  | 2014年10月19日 | モスクワ       | ハード (室内) | イリーナ＝カメリア・ベグ     | 6–4, 5–7, 6–1          |
| 準優勝 | 4.  | 2015年8月9日   | ワシントンD.C. | ハード        | スローン・スティーブンス     | 1–6, 2–6               |
| 優勝   | 8.  | 2015年10月18日 | リンツ         | ハード (室内) | アンナ＝レナ・フリードサム   | 6–4, 6–3               |
| 準優勝 | 5.  | 2015年10月24日 | モスクワ       | ハード (室内) | スベトラーナ・クズネツォワ   | 2–6, 1–6               |
| 優勝   | 9.  | 2017年4月9日   | モンテレイ     | ハード        | アンゲリク・ケルバー         | 6–4, 2–6, 6–1          |
| 優勝   | 10. | 2017年5月6日   | ラバト         | クレー        | フランチェスカ・スキアボーネ | 7–5, 7–5               |
| 準優勝 | 6.  | 2017年9月24日  | 東京           | ハード        | キャロライン・ウォズニアッキ | 0–6, 5–7               |
| 優勝   | 11. | 2017年10月15日 | 香港           | ハード        | ダリア・ガブリロワ           | 5–7, 6–3, 7–6(3)       |
| 優勝   | 12. | 2018年5月26日  | ストラスブール | クレー        | ドミニカ・チブルコバ         | 6–7(5), 7–6(3), 7–6(6) |
| 準優勝 | 7.  | 2019年9月22日  | 東京*          | ハード        | 大坂なおみ                   | 2–6, 3–6               |
| 準優勝 | 8.  | 2019年10月20日 | モスクワ       | ハード (室内) | ベリンダ・ベンチッチ         | 6–3, 1–6, 1–6          |

- *東京（有明）改修中につき大阪で開催。

### ダブルス: 8回 (5勝3敗)
| 結果   | No. | 決勝日        | 大会               | サーフェス | パートナー                 | 対戦相手                                              | スコア              |
| ------ | --- | ------------- | ------------------ | ---------- | -------------------------- | ----------------------------------------------------- | ------------------- |
| 優勝   | 1.  | 2008年5月4日  | フェズ             | クレー     | ソラナ・チルステア         | アリサ・クレイバノワ エカテリーナ・マカロワ           | 6–2, 6–2            |
| 準優勝 | 1.  | 2008年7月13日 | パレルモ           | クレー     | アーラ・クドゥリャフツェワ | サラ・エラニ ヌリア・リャゴステラ・ビベス             | 6–2, 6–7(1), [4–10] |
| 優勝   | 2.  | 2011年1月8日  | ブリスベン         | ハード     | アリサ・クレイバノワ       | クラウディア・ヤンス アリシア・ロソルスカ             | 6–3, 7–5            |
| 優勝   | 3.  | 2012年4月8日  | チャールストン     | クレー     | ルーシー・サファロバ       | アナベル・メディナ・ガリゲス ヤロスラワ・シュウェドワ | 5–7, 6–4, [10–6]    |
| 優勝   | 4.  | 2013年5月11日 | マドリード         | クレー     | ルーシー・サファロバ       | カーラ・ブラック マリーナ・エラコビッチ               | 6–2, 6–4            |
| 準優勝 | 2.  | 2015年6月14日 | スヘルトーヘンボス | 芝         | エレナ・ヤンコビッチ       | アシァ・モハメド ラウラ・シグムント                   | 3–6, 5–7            |
| 優勝   | 5.  | 2017年1月13日 | シドニー           | ハード     | ティメア・バボシュ         | サニア・ミルザ バルボラ・ストリコバ                   | 6–4, 6–4            |
| 準優勝 | 3.  | 2019年4月28日 | シュトゥットガルト | クレー     | ルーシー・サファロバ       | モナ・バルテル アンナ＝レナ・フリードサム             | 6–2, 3–6, [6–10]    |

## 4大大会シングルス成績
略語の説明
| W | F | SF | QF | #R | RR | Q# | LQ | A | Z# | PO | G | S | B | NMS | P | NH |

W=優勝, F=準優勝, SF=ベスト4, QF=ベスト8, #R=#回戦敗退, RR=ラウンドロビン敗退, Q#=予選#回戦敗退, LQ=予選敗退, A=大会不参加, Z#=デビスカップ/BJKカップ地域ゾーン, PO=デビスカップ/BJKカッププレーオフ, G=オリンピック金メダル, S=オリンピック銀メダル, B=オリンピック銅メダル, NMS=マスターズシリーズから降格, P=開催延期, NH=開催なし.
| 大会           | 2007 | 2008 | 2009 | 2010 | 2011 | 2012 | 2013 | 2014 | 2015 | 2016 | 2017 | 2018 | 2019 | 2020 | 通算成績 |
| -------------- | ---- | ---- | ---- | ---- | ---- | ---- | ---- | ---- | ---- | ---- | ---- | ---- | ---- | ---- | -------- |
| 全豪オープン   | LQ   | LQ   | 1R   | 2R   | 3R   | 2R   | 1R   | 3R   | 1R   | 1R   | QF   | 2R   | QF   | QF   | 19–12    |
| 全仏オープン   | A    | 2R   | 3R   | 3R   | QF   | 3R   | 2R   | 2R   | 1R   | 3R   | 2R   | 2R   | 1R   |      | 17–12    |
| ウィンブルドン | 1R   | 3R   | 2R   | 3R   | 2R   | 2R   | 1R   | 1R   | 2R   | QF   | 1R   | 1R   | 1R   |      | 12–13    |
| 全米オープン   | LQ   | 2R   | 1R   | 4R   | QF   | 2R   | 3R   | 2R   | 2R   | 3R   | 1R   | 1R   | 2R   |      | 16–12    |